# روغن گردو

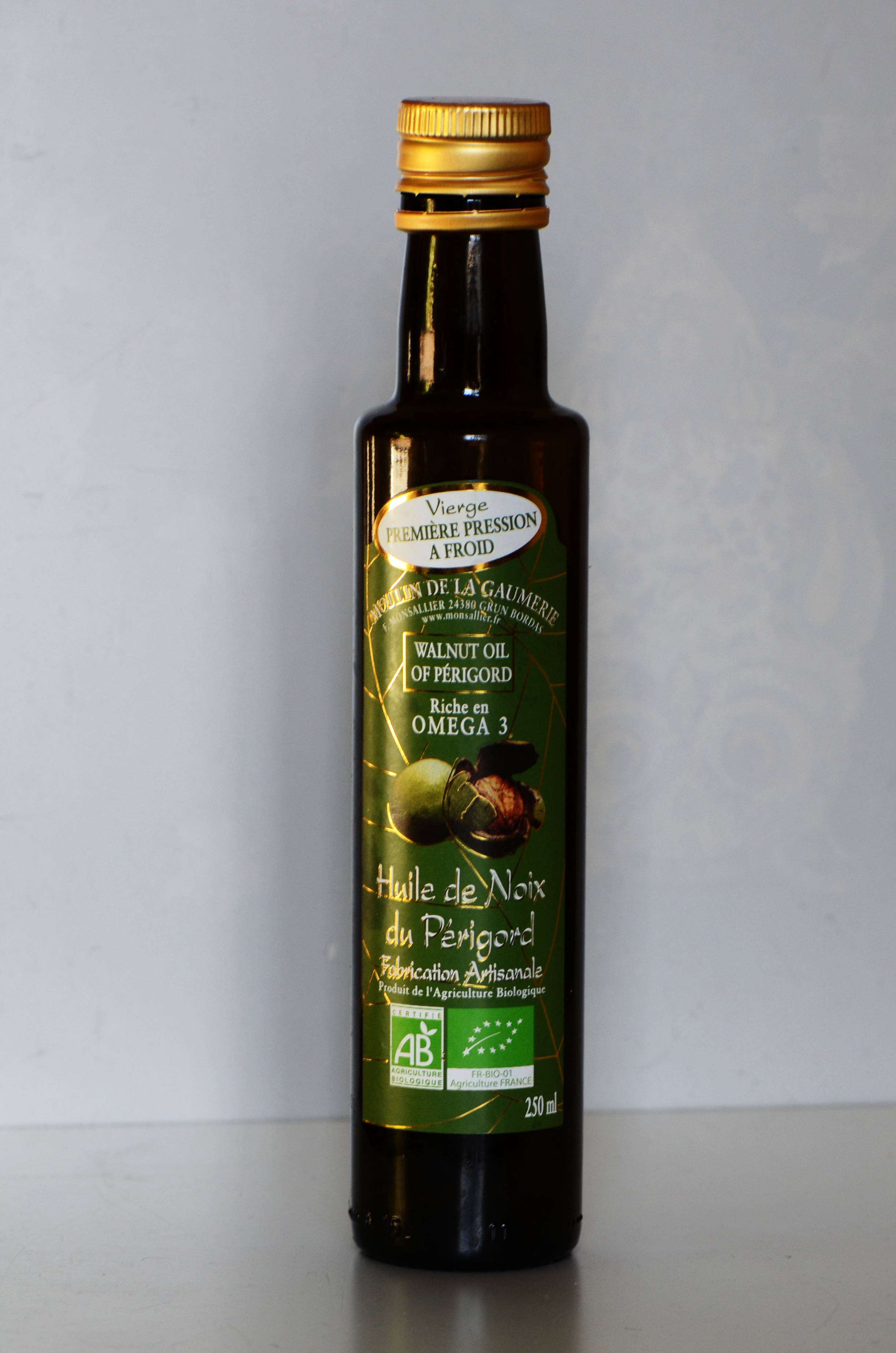
نمایی از یک‌شیشه روغن گردوی فرانسوی - ۲۰۱۹

روغن گردو (انگلیسی: Walnut oil) روغنی است که از گردوی ایرانی استخراج می‌شود. این روغن دارای اسیدهای چرب اشباع نشده مرکب، اسیدهای چرب اشباع نشده ساده و چربی‌های اشباع شده است.

## ترکیبات
روغن گردو به مقدار زیادی از اسید چرب اشباع نشده مرکب (۷۲ درصد از کل چربی‌ها)، به‌طور خاص آلفا لینولنیک اسید (۱۴ درصد) و اسید لینولئیک (۵۸ درصد) و اسید اولئیک (۱۳ درصد) و چربی‌های اشباع شده (۹ درصد) تشکیل شده‌است.

## استفاده در پخت‌وپز
روغن گردو جزو روغنهای خوراکی است و به خاطر قیمت زیاد آن، کمابیش در پخت‌وپز کمتر مورد استفاده قرار می‌گیرد. این روغن دارای رنگ روشن، خوشبو و طعمی لطیف بوده و دارای خصیصه آجیلی است.
روغن گردو خوراکی است، اما به دلیل قیمت بالاتر، معمولاً کمتر از دیگر روغن‌ها در آماده‌سازی غذا به‌کار می‌رود. این روغن رنگی روشن دارد و طعم و بویی لطیف و مغزدار دارد. هرچند برخی سرآشپزها از روغن گردو برای سرخ‌کردن در ماهیتابه استفاده می‌کنند، بیشتر آن را برای پخت‌وپز در دمای بالا مناسب نمی‌دانند، زیرا حرارت دادن باعث کاهش طعم آن و ایجاد تلخی خفیف می‌شود. از این‌رو، روغن گردو بیشتر در غذاهای سرد مانند سس سالاد ترجیح داده می‌شود.
روغن گردوی استخراج‌شده به روش پرس سرد معمولاً گران‌تر است، زیرا در این فرآیند درصد بیشتری از روغن از دست می‌رود. روغن تصفیه‌شدهٔ گردو با روش پرس مارپیچی و با استفاده از حلال استخراج می‌شود تا بیشترین مقدار روغن از مغز گردو به دست آید. سپس این حلال‌ها با حرارت‌دادن مخلوط تا حدود ۴۰۰ درجه فارنهایت (۲۰۰ درجه سلسیوس) از بین می‌روند. هر دو روش، روغنی خوراکی و قابل‌مصرف تولید می‌کنند. روغن گردو مانند دیگر روغن‌های مغزیجات، دانه‌ها و گیاهان ممکن است دچار ترشیدگی شود.
بیش از ۹۹٪ روغن گردوی عرضه‌شده در ایالات متحده در ایالت کالیفرنیا تولید می‌شود.

## کاربرد هنری
اسید لینولئیک، ترکیب اصلی روغن گردو، یک روغن خشک‌شونده است؛ یعنی در تماس با هوا پلیمریزه شده و لایه‌هایی محکم ولی انعطاف‌پذیر تشکیل می‌دهد که در رنگ روغنی و ورنی کاربرد دارد. روغن گردو یکی از مهم‌ترین روغن‌های مورد استفادهٔ نقاشان رنسانس بود. زمان خشک‌شدن کوتاه و نداشتن ته‌رنگ زرد، آن را برای رقیق‌کردن رنگ روغنی و شست‌وشوی قلم‌مو مناسب می‌سازد.
برخی نجاران نیز از روغن گردو برای پرداخت ابزارهایی که با غذا تماس دارند (مانند کاسه‌های چوبی) استفاده می‌کنند، زیرا این روغن بی‌خطر است. ترشیدگی مشکلی ایجاد نمی‌کند، چون روغن گردو در صورت اعمال لایهٔ نازک روی چوب خشک می‌شود. کسانی که روغن و موم را برای ساخت پرداخت‌های چوبی ترکیب می‌کنند، از روغن گردو استفاده می‌کنند چون هر دو ماده خوراکی‌اند. این ترکیب معمولاً شامل یک‌سوم روغن گردو و دوسوم موم زنبور عسل است.